# 真島節子
真島 節子（ましま せつこ、昭和12年（1937年） - ）は、日本の絵本作家。山形県鶴岡市出身。

## 人物
現代的な絵を、日本の伝統的な色使いで描く。

## 略歴
- 1937年、山形県鶴岡市に生れる。
- 女子美術大学図案科を卒業する。
- デパートの広告デザインに携わる。

## 著作物

### 著書
- 『うめぼしさんのうた』 1967年 福音館書店
- 『あかいそり』 1975年 福音館書店
- 『あかいあかい』 1977年 偕成社
- 『あったかいつめたい』 1977年 偕成社
- 『かくれぼっちであそぼ』 1986年 こぐま社 ISBN 4-7721-0084-9
- 『おしょうがつ』 1992年 教育画劇 ISBN 4-87692-042-7
- 『あがりめさがりめ』 1994年 こぐま社 ISBN 4-7721-0119-5
- 『あんたがたどこさ』 1996年 こぐま社 ISBN 4-7721-0137-3
- 『いっしょにうたって!』 2000年 こぐま社 ISBN 4-7721-0155-1
- 『干支を飾るグリーティングカード』2001年 大日本絵画 ISBN 4-499-33057-2
- 『あいうえおどうぶつずかん』 2002年 新風舎 ISBN 4-7974-1831-1
- 『いっぱいうたって!』 2003年 こぐま社 ISBN 4-7721-0169-1

### 共著
- 『北風のうしろの国』共著者：G.マクドナルド 1977年 太平出版社
- 『十二つきのうた』共著者：神沢利子 1979年 福音館書店
- 『くるくるぐるぐる』共著者：松野正子 1984年 童心社
- 『おさかなぼうやとっぺくん』共著者：わたりむつこ 1988年 講談社 ISBN 4-06-193808-8
- 『そらからきたボーボ』共著者：わたりむつこ 1998年 PHP研究所 ISBN 4-569-68119-0
- 『うめぼしさん』共著者：神沢利子 2000年 童心社 ISBN 4-494-07632-5
- 『したきりすずめ』共著者：長谷川摂子 2004年 岩波書店 ISBN 4-00-116363-2
- 『ととけっこうよがあけた』共著者：小林衛己子 2005年 こぐま社 ISBN 978-4-7721-0177-6
- 『せんべせんべやけた』共著者：小林衛己子 2006年 こぐま社 ISBN 4-7721-0184-5
- 『こよみともだち』共著者：わたりむつこ 2006年 福音館書店 ISBN 4-8340-2240-4
- 『このへやあけて』共著者：長谷川摂子 2008年 ポプラ社 ISBN 978-4-591-10576-4